# Elektrischer Kontakt
Ein elektrischer Kontakt dient in der Elektrotechnik dazu, zwischen elektrischen Bauelementen, zwischen oder innerhalb von Stromkreisen oder innerhalb von Bauteilen wie Schützen, Relais oder Tastern / Schaltern eine elektrische Verbindung herzustellen.

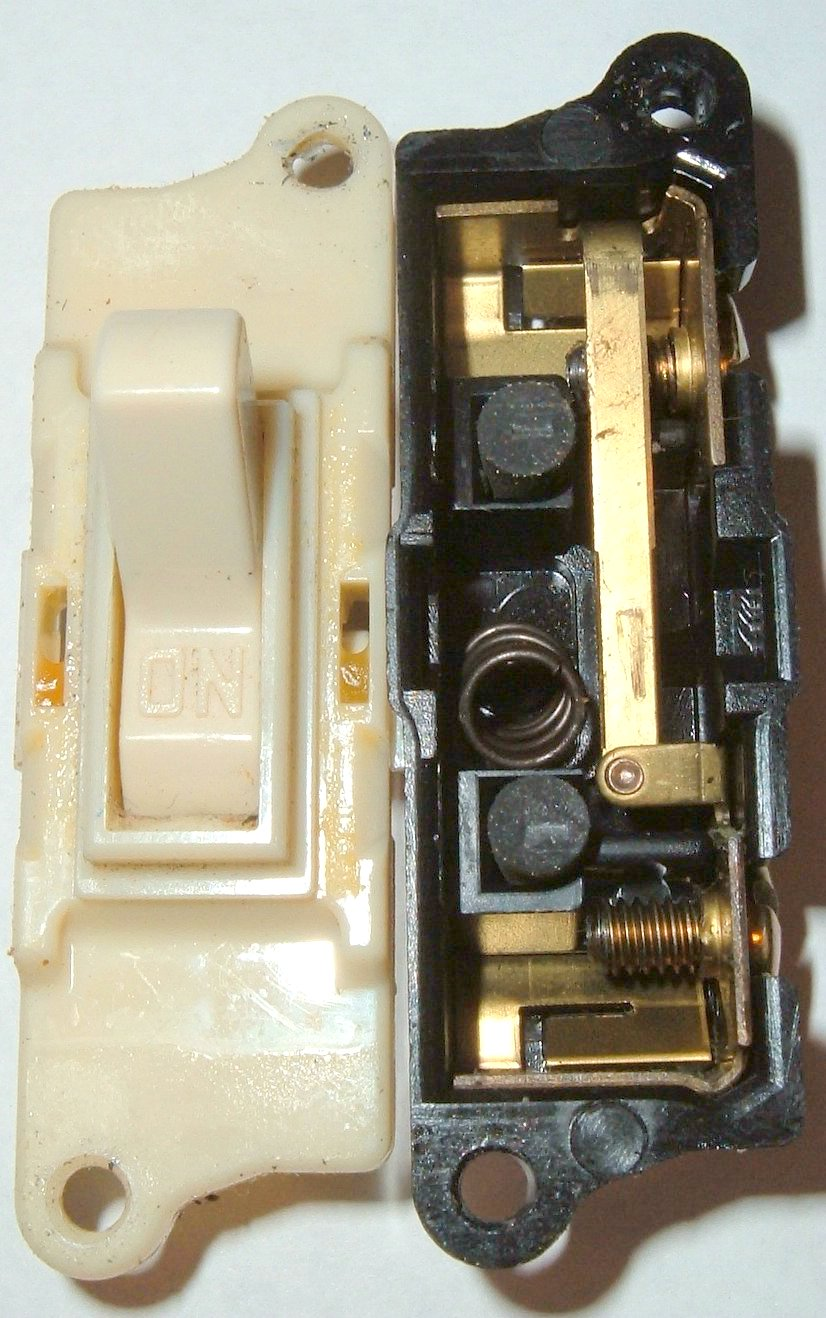
Elektromechanischer Kontakt in einem Lichtschalter

## Arten nach Lösbarkeit

### Unlösbare Kontakte bzw. Verbindungen
Unlösbare Verbindungen sind nicht absolut unlösbar; um sie zu lösen, ist aber eine zumindest teilweise Zerstörung der Verbindung nötig.
- Lötverbindung (zum Beispiel auf Leiterplatten, mit Lötstützpunkten, mit Lötösen)
- Schweißverbindung (zum Beispiel auch Drahtbonden)
- Pressverbindung (Presshülse, Anschluss von Kabelschuhen an Leitungen)
- Nieten
- Wickelverbindung
- Klebeverbindung

### Lösbare Verbindungen

#### Mit Werkzeug lösbare Verbindungen
- Klemmverbindung
- Schraubverbindung (zum Beispiel Stromschienen, Anschrauben von Kabelschuhen)

Im weiteren Sinne gehören auch Löt- und Wickelverbindungen zu den mit Werkzeug lösbaren Verbindungen (bedingt lösbare Verbindungen).

#### Ohne Werkzeug lösbare Verbindungen
Steckverbindungen, Schraubverbindungen mit Rändelschrauben oder Edisongewinde (Leuchtmittel, Schraubsicherungen) können von Hand gelöst werden. Lösbare Verbindungen müssen weniger Betätigungen ertragen als Schaltkontakte, bei ihnen steht der Erhalt des geringen Übergangswiderstandes im Vordergrund. Sie werden daher oft aus silber- oder goldbeschichteten Grundwerkstoffen gefertigt. Weitere übliche Beschichtungen sind Zinn und Chrom. Unbeschichtete, lösbare Steck- und Schraubverbindungen bestehen zum Beispiel aus Kupfer, Bronze oder Messing.
Ein stabiler Kontaktwiderstand ist ein wichtiges Merkmal für eine gute Steckverbindung. Veränderungen des Kontaktwiderstandes können verschiedene Ursachen haben. Eine davon ist das elektrische Durchbrechen von hochohmigen Korrosions- und Fremdschichten, auch Fritten genannt. Um den Einfluss des Frittens zu eliminieren, werden für Prüfungen von Steckverbindungen der Prüfstrom und der maximal zulässige Spannungsabfall festgelegt. Ein deutliches Zeichen für das Fritten ist ein Knick in der Spannungs- und Stromkennlinie, welcher auf einen Sprung des Kontaktwiderstandes hindeutet. Maßgebend für die Veränderung des Kontaktwiderstandes, aufgrund des Frittens, ist die Spannung am Kontakt. Bei allgemeinen Prüfungen von Steckverbindungen kann es, durch die Verwendung eines zu großen Messstromes und einer zu hohen Leerlaufspannung, zum Fritten kommen. Deshalb schreibt die Norm IEC512 Teil 2 zur Prüfung von Steckverbindungen einen maximalen Messstrom von 100 mA sowie eine maximale Leerlaufspannung von 20 mV vor.

## Arten nach Aufbau

### Schaltkontakte

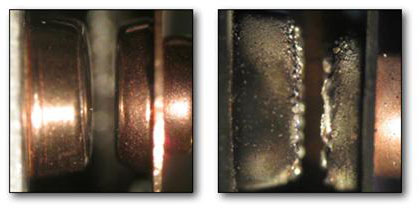
Schaltkontakt in Nahaufnahme aus einem Relais. Links neuwertig. Rechts nach ca. 100.000 Schaltzyklen mit Kontaktabbrand

Schaltkontakte finden sich in Schützen, Relais, Tastern / Schaltern. Sie sind die anspruchsvollsten elektrischen Kontakte, denn sie müssen ihre mechanischen und elektrischen Eigenschaften oft über viele Millionen Schaltspiele aufrechterhalten:
- um Oxidation zu vermeiden, sind sie korrosionsfest (Edelmetalle) oder arbeiten unter Vakuum, Schutzgas oder Öl
- Um Kontaktabbrand zu vermeiden, besitzen sie bei hohen Leistungen einen hohen Schmelzpunkt (Wolfram)
- zum Erreichen eines geringen Übergangswiderstandes müssen sie gut leitfähig sein (Kupfer, Silber)
- sie dürfen nicht zum Verschweißen neigen (z. B. Silber mit Beimischung von Zinn(II)-oxid, früher Cadmiumoxid)

Alle diese Eigenschaften lassen sich nicht in einem Schaltkontakt vereinigen, daher bestehen Schaltkontakte für hohe Schaltleistungen aus anderen Materialien als Schaltkontakte für Signale oder geringe Leistungen. Oft bestehen Schaltkontakte auch aus Materialkombinationen (zum Beispiel für kleine Leistungen edelmetallbeschichtete Kupfer- oder Bronze-Kontakte sowie für große Schaltleistungen mit Silber gefüllte poröse Wolframkontakte).
Üblich sind auch hauchvergoldete Silber-Kontakte, die bei kleinen Schaltleistungen ihren geringen Übergangswiderstand (die Goldschicht) behalten und, sobald sie für große Schaltleistungen eingesetzt werden, ihre Goldschicht einbüßen und einen robusten Silberkontakt freilegen. Schaltkontakte in Relais und kleinen Schaltern sind oft so gestaltet, um sie sowohl für Signalzwecke als auch für hohe Schaltleistungen einsetzen zu können.
Silber eignet sich trotz seiner hohen Leitfähigkeit nur bedingt für kleine Schaltleistungen, da es Silbersulfid-Schichten bildet.
Die wichtigsten vom Hersteller spezifizierten Merkmale eines Schaltkontaktes sind:
- Schaltleistung
- maximale Schaltspannung
- der thermisch ertragbare Dauerstrom
- der maximale Einschalt- und Ausschaltstrom an einer bestimmten Last

Schaltkontakte (Tasten, Tastaturen) für hochohmige Signale bestehen oft aus einer Paarung aus Leitgummi einerseits und Gold bzw. Graphit-Leitpaste andererseits. Sie sind besonders zuverlässig und zeigen wenig Prellen.
Das Prellen von Schaltkontakten ist ein periodisches Schließen und Wieder-Öffnen im Schaltmoment. Es führt bei Schaltkontakten für hohe Schaltleistung zum verstärkten Kontaktabbrand oder gar zum Verschweißen („Kleben“) der Kontakte. Digitale Schaltungen arbeiten mitunter so schnell, dass ohne Gegenmaßnahmen die mehrfache Kontaktgabe bei nur einer Betätigung als mehrfache Befehlsgabe interpretiert würde, weshalb dann eine Entprellung notwendig ist.

### Schleifkontakte
Schleifkontakte (auch gleitende Kontakte) dienen zur Kontaktierung bewegter Teile. Beispiele sind Kommutatoren, Stromabnehmer, Schleifringe sowie Positionssensoren wie Potentiometer oder Drehgeber. Es werden Paarungen aus Kupfer-/Kupferlegierungen und Graphit sowie auch Paarungen aus Edelmetallen verwendet.

## Arten nach Steuerlogik
Nach dem logischen Einschaltverhalten des Verbrauchers bzw. der Last – nach positiver oder negativer Logik – unterscheidet man Schließer (Arbeitskontakt, positive Logik), Öffner (Ruhekontakt, negative Logik) sowie Wechsler (ein Arbeitskontakt und ein Ruhekontakt mit einem gemeinsamen Anschlusspol). Der Wechsler besteht aus verkettetem Schließer und Öffner, weist also gleichzeitig positive Logik als auch negative Logik auf.
Dies gilt für jegliche Arten von Schaltern, Einschaltern, Ausschaltern, Umschaltern bzw. Wechselschaltern, Tastern, Relais und Schützen.

### Schließer bzw. Arbeitskontakt(NO)
Viele Relais und Schütze benutzen Arbeitskontakte bzw. Schließer. Liegt die nötige Spulenspannung am Relais oder Schütz an, wird der Arbeitskontakt geschlossen, wird also niederohmig. Der angeschlossene Verbraucher bzw. die Last bekommt nun über den geschlossenen (niederohmigen) Arbeitskontakt den Versorgungsstrom zugeführt; der Verbraucher ist eingeschaltet. Liegt keine Spulenspannung an, ist der Arbeitskontakt geöffnet bzw. hochohmig; der Verbraucher ist ausgeschaltet.
Der Anschluss eines Schließers wird im englischen Sprachgebrauch als NO (normally opened), also normalerweise geöffnet betitelt. (Mit normalerweise ist unbetätigt gemeint.) Ist das Relais nicht erregt (seine Spule also unbestromt), ist dieser Kontakt geöffnet.
Diese Kontaktart wird daher immer dann angewendet, wenn ein Verbraucher sicher abgeschaltet sein soll, wenn die Steuerspannung nicht am Relais anliegt („Sicherheits-Ansteuerung“). Daher werden Schütze in der Elektroinstallation von Haushalten und Industrie bevorzugt mit Arbeitskontakten ausgerüstet. Dies ist sicherheitsrelevant.

#### Arbeitskontakte von Halbleiterrelais (meist NO)
Industrielle Halbleiter-Relais haben normalerweise immer Schließer als elektronische Kontakte. Grund ist die benötigte Energie der Steuerspannung (meist eine Gleichspannung), um die Halbleiter durchzusteuern. Ohne Hilfsenergie kann keine Leitfähigkeitserhöhung im Halbleiter stattfinden.
Insbesondere für geringe Lastströme ist es aber auch möglich, Halbleiterrelais anzufertigen, die ohne anliegende Steuerspannung selbstleitend sind, indem dazu sogenannte selbstleitende FETs oder MOSFETs (Verarmungstyp, engl.: depletion (MOS)FET) benutzt werden, die dann in negativer Steuer-Logik über einen Optokoppler „ausgesteuert“ werden (deren Laststrom mit der Steuerspannung auf Null gesteuert wird).
Hingegen werden in den industriell gefertigten Halbleiterrelais selbstsperrende FETs oder MOSFETs (Anreicherungstyp, engl.: enhancement MOSFET) eingesetzt (positive Steuer-Logik).

### Öffner bzw. Ruhekontakt(NC)
Der Öffner bzw. Ruhekontakt ist geschlossen, also niederohmig, wenn keine Spulenspannung am Relais oder Schütz anliegt. Der Verbraucher liegt in diesem Falle an seiner Betriebsspannung und führt den Laststrom. Er ist eingeschaltet, während das Relais oder der Schütz ausgeschaltet ist.
Wird die Spulenspannung eingeschaltet, wird der Verbraucher abgeschaltet.
Daher heißen Öffner auch Ruhekontakt: Während das Relais ruht (aus ist), führt der Verbraucher den Laststrom, ist also eingeschaltet.
Der Anschluss eines Öffners wird im englischen Sprachgebrauch als NC (normally closed), also normalerweise geschlossen betitelt. Ist das Relais nicht erregt (seine Spule also unbestromt), ist dieser Kontakt geschlossen.

### Wechsler bzw. Umschaltkontakt(COM)
Wechsler bestehen aus einem Schließer und einem Öffner, die sich je einen Pol teilen, also einen gemeinsamen Pol haben.
Bei einem Relais oder Schütz mit Wechsler sind zunächst – im Ruhezustand, d. h. ohne Spulenspannung – der gemeinsame Pol des Wechslers und der Ruhekontakt miteinander verbunden (niederohmig). Nach dem Zuschalten der Spulenspannung (angezogenes Relais) ist der gemeinsame Pol des Wechslers mit dem Arbeitskontakt verbunden (niederohmig).
Im englischen Sprachgebrauch wird der gemeinsame Pol des Schließers und des Öffners eines Wechslers als common contact (gemeinsamer Kontakt) betitelt und oft mit COM abgekürzt.
Die Kennzeichnung der Kontakte von KFZ-Relais ist standardisiert nach DIN 72552:
- 85 = Relaisspule, Minuspol, (relay coil −)
- 86 = Relaisspule, Pluspol, (relay coil +)
- 87 = Anschluss des Wechslers, (COM: common contact)
- 87a = Öffner/Ruhekontakt, (NC: normally closed contact)
- 87b = Schließer/Arbeitskontakt, (NO: normally opened contact)

## Werkstoffe
An die Oberflächenbeschichtung von elektrischen Kontakten werden hohe Anforderungen gestellt, insbesondere bei elektrischen Relais mit vielen Schaltspielen. Bei Spannungen über 50 Volt und hohen Strömen bilden sich Lichtbögen. Sie können das Basismaterial aufschmelzen und fördern die Oxidation der Oberfläche. Wolframverbindungen sind hochtemperturbeständig, besitzen aber recht hohe Übergangswiderstände. Eine Goldbeschichtung leitet gut und schützt vor Korrosion, wird aber schnell abgetragen.
Für Kleinleistungsrelais bis ca. 20 Ampere ist die Legierung Silber-Nickel ein guter Kompromiss. Für hohe Lasten (100 Ampere) gilt Cadmiumoxid, legiert mit Silber (AgCdO) als optimal, um ein Verschweißen der Kontakte zu verhindern. Andererseits legen die RoHS-Richtlinien fest, auf Cadmium möglichst zu verzichten. Zinn-Oxid, ebenfalls legiert mit Silber (AgSnO2), ist ein guter Ersatzstoff.

## Bezeichnungen im englischen Sprachraum
Im englischen Sprachraum wurden 23 unterschiedliche Kontaktformen für Relais und Schalter definiert. Sie werden im Format „Form X contact“ (wobei „X“ für unterschiedliche Buchstaben steht und X auch als Bezeichner existiert) bezeichnet. Diese Bezeichnungen werden in üblichen Datenblättern auch benutzt.
Hier eine Auswahl an Kontaktbezeichnungen:
- Form A contact: Schließer (normally open)
- Form B contact: Öffner (normally closed)
- Form C contact: Wechsler (change over oder auch transfer)
- Form D contact: Wechsler, bei dem zum Schaltzeitpunkt kurzfristig alle drei Kontakte verbunden sind, eine vergleichsweise seltene Konfiguration
- Form K contact: Wechsler, bei dem es eine Schaltposition gibt, in der alle Kontakte geöffnet sind. Kann nur als Schalter und im Allgemeinen nicht als Relais ausgeführt werden, da es mehr als zwei Schaltpositionen gibt.
- Form X contact: Zwei in Serie geschaltene Schließer, hauptsächlich für induktive Hochlasten
- Form Y contact: Zwei in Serie geschaltene Öffner
- Form Z contact: Zwei in Serie geschaltene Wechsler